# 柄囊蕨
柄囊蕨（学名：Peranema cyatheoides）为鱗毛蕨科柄囊蕨屬下的一个种。